# Parc national Fuentes Brotantes de Tlalpan
Le parc national Fuentes Brotantes de Tlalpan (anglais : Parque nacional Fuentes Brotantes de Tlalpan) est un parc national du Mexique situé dans le District fédéral. Cette aire protégée de 129 ha a été créée en 1936.